# Enneboeus spinifer
Enneboeus spinifer is een keversoort uit de familie Archeocrypticidae. De wetenschappelijke naam van de soort is voor het eerst geldig gepubliceerd in 1920 door Champion.